# Vojno pravo
Vojno pravo so pravna pravila mednarodnega običajnega in pogodbenega prava, ki urejajo razmerja med stranmi, vpletenimi v vojno ali oborožen spopad. Hkrati urejajo status in pravila obnašanja pripadnikov oboroženih sil, vpletenih v spopad, odnose med vojskujočimi in nevtralnimi državami in pravno varstvo posebej zaščitenih oseb in objektov v oboroženih spopadih ter žrtev takih spopadov.